# Szásztyukos község
Szásztyukos község (románul: Comuna Ticuș) község Brassó megyében, Romániában. Központja Szásztyukos, hozzá tartozik Kóbor.

## Népessége
A 2011-es népszámlálás adatai alapján a község népessége 908 fő volt.